# 8700 Жевер
8700 Жевер (8700 Gevaert) — астероїд головного поясу, відкритий 14 травня 1993 року.
Тіссеранів параметр щодо Юпітера — 3,179.